# Niedersunzing
Niedersunzing ist ein Ortsteil der Gemeinde Leiblfing im niederbayerischen Landkreis Straubing-Bogen.

## Lage
Niedersunzing liegt an der Aiterach etwa zwei Kilometer nordöstlich von Leiblfing an der Staatsstraße 2141.

## Geschichte
Siedlungsspuren fanden sich entlang des Aitrachtales bereits aus der Jungsteinzeit und den folgenden Kulturperioden. Wie auch bei anderen Ortschaften ist bei Obersunzing und Niedersunzing eine eindeutige Zuweisung der frühesten Nennungen nicht möglich. Sunzing ist ein echter -ing-Ort und bedeutet „bei Sunzo und seinen Leuten“. Somit geht Sunzing auf die Zeit der Landnahme durch die Bajuwaren zwischen 450 und 650 n. Chr. zurück. Die erste Nennung von Sunzing findet man in einer Urkunde, die ca. 1118  niedergeschrieben wurde. Eberhard von Sunzingen vermachte darin einen Bauernhof dem Kloster Oberalteich.
Am 31. Januar 1516 erklärte die Witwe des Heinz Puchlmaier zu Niedersunzing mit Jorg Mülner und Hans Puchlmaier, den Vormündern ihrer Kinder Michel, Christoph, Hans und André vor dem Oberrichter Wolf Hofer zu Straubing, dass sie nach Übergabe einer Kaufsumme keine Ansprüche mehr auf das Gut zu Sunzing habe. Dies ist die erste Urkunde, in der ausdrücklich Niedersunzing erwähnt wird. Um 1525 besaß der Hofmarksbesitzer von Geltolfing, Jobst von Perlach, auch etliche Güter in Niedersunzing.
Statt Niedersunzing findet sich auch die Ortsbezeichnung Untersunzing, so im Salbuch der Pfarrei Leiblfing. Nach diesem Salbuch von 1562 waren in Untersunzing mehrere Höfe verpflichtet, Kirchtrachten (Abgaben) an die Pfarrei Leiblfing zu entrichten. Niedersunzing gehörte laut Gerichtsverzeichnis von 1599 zur Hauptmannschaft, nach der Konskription von 1752 mit 19 Anwesen und nach dem Anlagsbuch von 1785 zur Obmannschaft Salching. Einige Häuser unterstanden der Hofmarksherrschaft Geltolfing, die übrigen Anwesen unmittelbar dem Landgericht Straubing. Das Kloster Windberg war der größte Grundbesitzer in Niedersunzing.
Mit der Säkularisation in Bayern im Jahre 1803 gingen die den Klöstern gehörenden Bauernhöfe an den Staat und von diesem bis 1848 an die Bauern über. Mit der Gemeindebildung wurde Niedersunzig 1821 ein Teil der Gemeinde Obersunzing. Am 1. Januar 1972 kam Niedersunzing im Zuge der Gebietsreform in Bayern mit der aufgelösten Gemeinde Obersunzing zur Gemeinde Leiblfing.

## Sehenswürdigkeiten
- Filialkirche St. Martin. Der kleine, im Kern romanische Saalbau erhielt sein jetziges Aussehen um 1730. Der Turm stammt aus dem 15. Jahrhundert. Das Innere besitzt gotische Schnitzereien, darunter Mutter Anna mit Maria und dem Kinde Jesu. Das Deckengemälde um 1905 stellt die Aufnahme des hl. Martin in den Himmel dar.

## Bildung und Erziehung
- Kindertagesstätte Aitrach-Arche

## Vereine
- Aitrachschützen Niedersunzing
- Freiwillige Feuerwehr Obersunzing - Niedersunzing e.V.
- Landfrauen Niedersunzing